# Rifargia medioclara
Rifargia medioclara är en fjärilsart som beskrevs av William Schaus 1910. Rifargia medioclara ingår i släktet Rifargia och familjen tandspinnare. Inga underarter finns listade.